# سن كولا
سن كولا (بالإنجليزية: Sun Cola)‏ مشروب كولا سعودي خالي من الغازات من إنتاج شركة بن زقر كورو المحدودة في جدة في المملكة العربية السعودية .

## القيمة الغذائية
- طاقة: 220 ك.ج
- بروتين : 0 جم
- كاربوهيدرات: 13 جم
- دهن : 0 جم
- ألياف حمية : 0 جم

## شعار مشروب سن كولا
(( خال من الغازات )).

## ملصقات سن كولا
كانت ملصقات سن كولا تاتي ملصقة على عبوات المشروب ولم يكن لها كتيب خاص لها بل كانت هناك صفحات محدودة للملصقات في كتب السن توب .
| عنوان الحدث                   | الغلاف | سنة الإصدار |
| ----------------------------- | ------ | ----------- |
| الصغير سن فن                  |        | مثال        |
| مباراة الملاكمة               | مثال   | مثال        |
| سباق الرالي                   |        | مثال        |
| مباراة التنس الأرضي           |        | مثال        |
| مباراة الكارتية               | مثال   | مثال        |
| سباق التزلج على الماء         | مثال   | مثال        |
| مباراة كرة السلة              |        | 1995م/1996م |
| مباراة المصارعة               | مثال   | مثال        |
| سباق سن كولا للدراجات         |        | 1993م/1994م |
| عرض الرقص الإيقاعي من سن كولا | مثال   | مثال        |

## جمع قصاصات العبوات
تنتج كلا من سن توب وسن كولا مسابقات لجمع قصاصات العبوات (شكل قلب) ويتم جمع عدد محدد من القصاصات واستبداله بهدية اكشط واربح وهناك العديد من الهدايا  .

## روابط خارجية
- موقع ألعاب سن كولا
- موقع سن كولا الرسمي
- صفحة سن كولا على الفيس بوك